# 소리아 제루알
소리아 제루알(Soria Zeroual, 1970년 5월 14일 ~ )은 알제리의 배우이다. 2015년 영화 《파티마》의 주인공 파티마 역으로 이름을 알렸다.